# 吳耀漢攪攪震
《吳耀漢攪攪震》（Fun Time），香港亞洲電視惡作劇綜藝節目，由香港男演員吳耀漢擔任主持，自1989年2月24日起逢星期五晚上9時30分首播。按照原來計劃是先製作2集以測試觀眾反應，後來落實拍攝製作13集，其後更加長至39集，至一年後到1990年為止。由於廣受東亞地區歡迎，此節目更衝出香港，到日本以及新加坡取景拍攝。此節目以戲弄參加藝員與實地偷拍作弄市民為主，也包含趣味環節。

## 主持人
- 吳耀漢（第1至39集）
- 劉錫賢（第1至12集）
- 邵傳勇（第13至39集）
- 何偉安（第26至39集）

## 歷年嘉賓

### 吳耀漢攪攪震
- 演出：吳剛、溫雪琪、唐品昌、吳紫妍、黃素歡、陳迪華（第一集）等。

### 六星級攪攪震
- 嘉賓主持：陳冬梅、許蓓蓓、梁碧芝等。
- 演出：黃百鳴、李賽鳳、吳大維、楊玉梅、施綺蓮、吳綺莉、成奎安、伍詠薇、大島由加里、馮寶寶、相澤薰、和久井映見等。

### 吳耀漢精裝新加坡攪攪震
- 嘉賓主持：陳冬梅、許蓓蓓、梁碧芝
- 演出：黃百鳴、李賽鳳、吳大維、楊玉梅、施綺蓮、吳綺莉、成奎安、伍詠薇、大島由加里、馮寶寶、相澤薰、和久井映見

## 主題音樂
- 第1至12集主題音樂：〈Whizz〉，作曲：Duncan Lamont（英语：Duncan Lamont (musician)）
- 第13至39集主題曲：〈攪攪震〉，作曲、編曲：徐日勤，填詞：鍾繼昌，主唱：吳耀漢

## 首播時間
- 每集30分鐘（連廣告）及120分鐘（六星級攪攪震）

## 重播
- 分別曾於2009年清晨5時正在亞洲電視本港台重播。[2]

- 曾於2013年2月7日被命名為《蛇來運到@ATV：吳耀漢攪攪震》，歲月留聲逢星期一至五於晚上7時30分播出，但只播放了其中14集，並結集成7集播放，每次播放兩集。

- 2016年1月26日起，歲月留聲再度重播《吳耀漢攪攪震I》（第1至25集），並完全播放第一輯共25集，每次播放兩集，2月11日播映第25集後重播第10集。

- 2016年2月12日起，歲月留聲重播《吳耀漢攪攪震II》（第26至39集），完全播放第二輯共14集，每次播放兩集；第39集為《精裝吳耀漢新加坡攪攪震》。

## 外部連結
- 吳耀漢攪攪震（页面存档备份，存于）